# کتاب سبز (معمر قذافی)
کتاب سبز (به عربی: الكتاب الأخضر) نوشته معمر قذافی حاکم وقت لیبی است، که به سال ۱۹۷۵ میلادی آن را نگاشت. قذافی در این کتاب دیدگاه‌های خود را پیرامون سیستم‌های حکومت‌داری و همچنین نظرات خود حول تجربه‌های بشری مانندسوسیالیسم، دموکراسی و آزادی بیان نموده است. این کتاب نزد قذافی به مانند یک کتاب مقدس ارزشمند است.
کتاب سبز از سه بخش کلی تشکیل یافته است. این کتاب در قطع جیبی و در ۱۹۲ صفحه نگاشته شده است.

## بخش‌بندی کتاب
- بخش اول: سیاست

قذافی در این بخش کتاب سبز به مسائل و مشکلات سیاسی و همچنین حکومت‌داری پرداخته است.
- بخش دوم: اقتصاد

این بخش به بررسی مشکلات و روابط بین کارگر و کارفرما می‌پردازد. در این بخش قذافی پیشنهادهای برای حل این مشکلات نیز ارائه می‌کند.
- بخش سوم: جامعه

نظرات قذافی پیرامون خانواده، نقش مادر، کودک، زنان، هنر و فرهنگ در این بخش از کتاب سبز آمده است.